# Amr Barakat
Amr Barakat, né le 1er octobre 1991 au Caire en Égypte, est un footballeur égyptien. Il joue actuellement à Al-Shabab Riyad en prêt de Al Ahly SC au poste d'ailier.

## Palmarès
- Championnat d'Egypte : 2017